# Hundsbach, Haut-Rhin
Hundsbach là một xã ở tỉnh Haut-Rhin trong vùng Grand Est ở đông bắc Pháp. Xã này có diện tích 4,03 km², dân số năm 1999 là 272 người. Khu vực này có độ cao 335 mét trên mực nước biển.